# کاروی گروس
کاروی گروس (مجاری: Károly Grósz؛ زادهٔ ۱ اوت ۱۹۳۰ – درگذشته ۷ ژانویه ۱۹۹۶) سیاستمدار کمونیست اهل مجارستان بود. وی از مه ۱۹۸۸ تا اکتبر ۱۹۸۹ دبیرکل حزب کارگران سوسیالیست مجارستان بود.